# Benediktinerinnenkloster Oriocourt

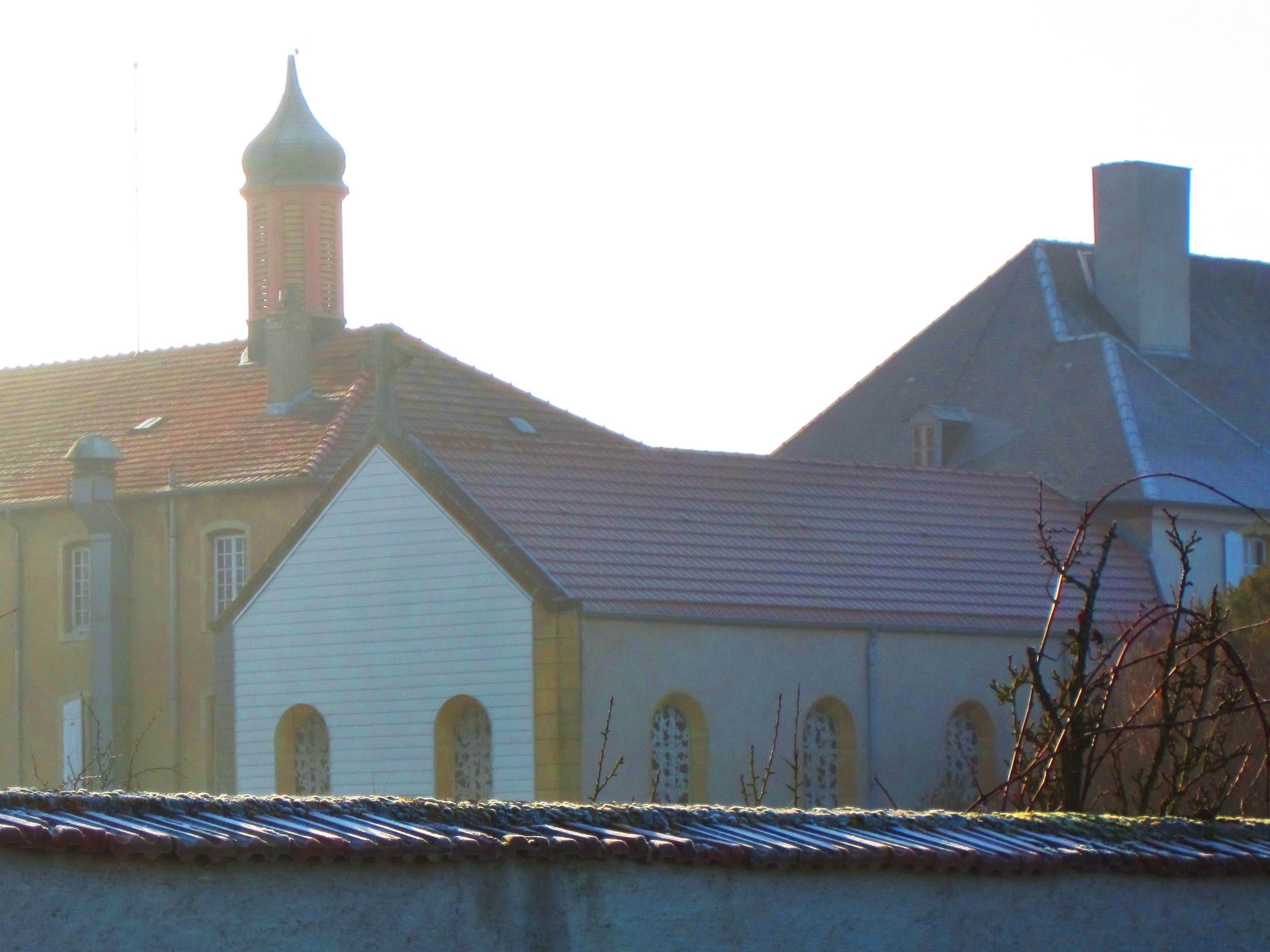
Chapelle Oriocourt (2012)

Das Benediktinerinnenkloster Oriocourt (französisch: Abbaye du Sacré-Cœur d'Oriocourt) war von 1860 bis 2017 eine Abtei der Benediktinerinnen in Oriocourt im Bistum Metz in Frankreich.

## Geschichte
Die aus der Benediktinerinnenabtei Eyres-Moncube hervorgegangene Priorei Flavigny-sur-Moselle gründete 1860 in Oriocourt (südlich Delme) das Kloster Sacré-Coeur d’Oriocourt. Als das Kloster 2017 nur noch von 4 betagten Schwestern bewohnt war, wurde es aufgelöst. Die letzte Oberin war Jean Baptiste Dumont.

### Handbuchliteratur
- Laurent Henri Cottineau: Répertoire topo-bibliographique des abbayes et prieurés. Bd. 1. Protat, Mâcon 1939–1970. Nachdruck: Brepols, Turnhout 1995. Spalte 1150. (Flavigny-sur-Moselle)
- Laurent Henri Cottineau: Répertoire topo-bibliographique des abbayes et prieurés. Bd. 2. Protat, Mâcon 1939–1970. Nachdruck: Brepols, Turnhout 1995. Spalte 2138. (Oriocourt)